# Anthony Martial
Anthony Martial (Massy, 5 de desembre de 1995) és un futbolista francès d'origen guadalupeny que juga de davanter. Ha sigut internacional amb la selecció francesa absoluta.

## Carrera esportiva

### Olympique Lyonnais
Martial va començar a jugar a futbol als 6 anys al CO Les Ulis prop de la seva ciutat natal. Als 14 anys va ser descobert pels observadors del planter de l'Olympique de Lió i va fitxar al mateix any. Durant la segona temporada va ser cridat per jugar a la selecció francesa sub-17 per participar en la 2012 UEFA European Under-17 Championship disputada a Eslovènia.
Va debutar professionalment com a futbolista el 6 de desembre de 2012 en la fase de grups de l'Europa League contra el Hapoel Ironi Kiryat Shmnona. Mentre que el seu debut a la Ligue 1 va ser el 3 de febrer del 2013 contra l'AC Ajaccio quan va substituir Rachid Ghezzal al minut 79.
Martial va poder jugar alguns minuts en 2 partits més durant la resta de la temporada.

### AS Monaco
El 30 de juny del 2013 el Mònaco va fer oficial la compra de Martial per la suma de 5 milions d'euros més bonus i oferint-li 3 anys de contracte.
L'etapa al AS Monaco fou bastant fructífera, ja que disputà 70 partits i marcà 15 gols en les 2 temporades que hi va militar. El 2015 va ser guardonat amb el Premi Golden Boy, que és atorgat al millor futbolista mundial menor de 21 anys.

### Manchester United
L'1 de setembre del 2015 el Manchester United FC va comprar a Anthony Martial per 36 milions de lliures esterlines (49 milions d'euros aproximadament) i 4 anys de contracte. És la xifra més alta pagada, darrere del jugador Raheem Sterling per una promesa futbolística en tots els temps, superant així els 27 milions de lliures pagades pel traspàs del jugador anglès Luke Shaw.

## Estadístiques

### Clubs
Actualitzat al 4 de gener del 2019.
|                              | Div.          | Temporada     | Lliga | Lliga  | Lliga | Copes nacionals(1) | Copes nacionals(1) | Copes nacionals(1) | Tornejos internacionals(2) | Tornejos internacionals(2) | Tornejos internacionals(2) | Total | Total  | Total |
| Part.                        | Div.          | Temporada     | Gols  | Asist. | Part. | Gols               | Asist.             | Part.              | Gols                       | Asist.                     | Part.                      | Gols  | Asist. |       |
| ---------------------------- | ------------- | ------------- | ----- | ------ | ----- | ------------------ | ------------------ | ------------------ | -------------------------- | -------------------------- | -------------------------- | ----- | ------ | ----- |
| Olympique de Lyon França     | 1a            | 2012-13       | 3     | 0      | 0     | 0                  | 0                  | 0                  | 1                          | 0                          | 0                          | 4     | 0      | 0     |
| Olympique de Lyon França     | Total club    | Total club    | 3     | 0      | 0     | 0                  | 0                  | 0                  | 1                          | 0                          | 0                          | 4     | 0      | 0     |
| A.S. Mónaco Mónaco           | 1a            | 2013-14       | 11    | 2      | 1     | 4                  | 0                  | 0                  | -                          | -                          | -                          | 15    | 2      | 1     |
| A.S. Mónaco Mónaco           | 1a            | 2014-15       | 35    | 9      | 4     | 6                  | 1                  | 0                  | 7                          | 1                          | 1                          | 48    | 11     | 5     |
| A.S. Mónaco Mónaco           | 1a            | 2015-16       | 3     | 0      | 1     | 0                  | 0                  | 0                  | 4                          | 1                          | 1                          | 7     | 1      | 2     |
| A.S. Mónaco Mónaco           | Total club    | Total club    | 49    | 11     | 6     | 10                 | 3                  | 0                  | 11                         | 1                          | 2                          | 70    | 15     | 8     |
| Manchester United Anglaterra | 1a            | 2015-16       | 31    | 11     | 4     | 9                  | 3                  | 5                  | 9                          | 3                          | 0                          | 49    | 17     | 9     |
| Manchester United Anglaterra | 1a            | 2016-17       | 25    | 4      | 6     | 7                  | 3                  | 2                  | 10                         | 1                          | 0                          | 42    | 8      | 8     |
| Manchester United Anglaterra | 1a            | 2017-18       | 30    | 9      | 5     | 7                  | 1                  | 2                  | 8                          | 1                          | 2                          | 45    | 11     | 9     |
| Manchester United Anglaterra | 1a            | 2018-19       | 16    | 8      | 1     | 1                  | 0                  | 0                  | 5                          | 1                          | 0                          | 22    | 9      | 1     |
| Manchester United Anglaterra | Total club    | Total club    | 102   | 32     | 16    | 24                 | 7                  | 9                  | 32                         | 6                          | 2                          | 158   | 45     | 27    |
| Total carrera                | Total carrera | Total carrera | 154   | 43     | 22    | 34                 | 10                 | 9                  | 44                         | 7                          | 4                          | 232   | 60     | 35    |

Selecció nacional:
Actualitzat al 4 de gener del 2019.
| Selección        | Temporada     | Continental(1) | Continental(1) | Mundial | Mundial | Amistosos | Amistosos | Total | Total |
| Selección        | Temporada     | Part.          | Goles          | Part.   | Goles   | Part.     | Goles     | Part. | Goles |
| ---------------- | ------------- | -------------- | -------------- | ------- | ------- | --------- | --------- | ----- | ----- |
|                  |               |                |                |         |         |           |           |       |       |
| Absoluta Francia | 2015/16       | 3              | 0              | -       | -       | 9         | 0         | 11    | 0     |
| Absoluta Francia | 2016/17       | 1              | 0              | -       | -       | 1         | 1         | 2     | 1     |
| Absoluta Francia | Total sel.    | 4              | 0              | -       | -       | 10        | 1         | 14    | 1     |
| Total carrera    | Total carrera | 27             | 10             | -       | -       | 38        | 16        | 65    | 26    |

## Palmarès

### Campionats Nacionals
Actualitzat 26 Febrer 2023
| Títol                    | Club                 | Seu     | Any     |
| ------------------------ | -------------------- | ------- | ------- |
| Copa FA                  | Manchester United FC | Londres | 2015/16 |
| Community Shield         | Manchester United    | Londres | 2016    |
| Copa de la Lliga anglesa | Manchester United    | Londres | 2016/17 |

### Campionats Internacionals
| Títol                           | Club              | Seu   | Any     |
| ------------------------------- | ----------------- | ----- | ------- |
| Lliga Europa de la UEFA         | Manchester United | Solna | 2016/17 |
| Lliga de les Nacions de la UEFA | França            | Milà  | 2020/21 |